# Diego Carioca
Diego Carioca, właśc. Diego Silva Nascimento Santos (ur. 6 lutego 1998 w Niterói) – brazylijski piłkarz występujący na pozycji pomocnika w Sumqayıt FK.

## Kariera klubowa
Jako nastolatek szkolił się w klubach Botafogo FR, CR Flamengo, Fluminense FC, CE Aimoré oraz Grêmio FBPA. 31 stycznia 2018 w barwach CE Aimoré rozegrał pierwszy mecz na poziomie seniorskim przeciwko Cuiabá EC (1:2) w Copa do Brasil. W sezonie 2018 zaliczył 27 występów i zdobył 1 gola w Campeonato Gaúcho Divisão de Acesso. Rok później po awansie jego klubu do I dywizji zaliczył 2 mecze. W kwietniu 2019 roku przeszedł do CE Lajeadense, dla którego rozegrał 2 spotkania w Campeonato Gaúcho Divisão de Acesso.
W czerwcu 2020 roku odbył testy w FK Witebsk, po których miesiąc później podpisał kontrakt. 21 lipca zadebiutował w Wyszejszajej Lidze w zremisowanym 1:1 meczu z FK Mińsk. W październiku 2020 roku został wypożyczony na okres 3 miesięcy do Szachciora Soligorsk prowadzonego przez Romana Hryhorczuka. W barwach tego klubu rozegrał 4 mecze i wywalczył mistrzostwo Białorusi za sezon 2020. Po zakończeniu okresu wypożyczenia władze Szachciora nie zdecydowały się go wykupić, toteż Carioca powrócił do FK Witebsk, gdzie występował przez 7 miesięcy.
W lipcu 2021 roku został wykupiony za 120 tys. euro przez Kołos Kowaliwka, stając się najdroższym piłkarzem w historii klubu. Carioca podpisał trzyletnią umowę. 24 lipca zadebiutował w Premier-Lidze w meczu przeciwko Weresowi Równe (0:0). W sezonie 2021/22 rozegrał 11 spotkań i zdobył 1 bramkę. W wyniku rosyjskiej inwazji na Ukrainę wszelkie rozgrywki sportowe przerwano, a on sam pośpiesznie opuścił kraj. W reakcji na wybuch wojny FIFA zezwoliła piłkarzom z tamtejszej ligi na zawieszenie swoich kontraktów i grę w zagranicznych klubach na zasadzie wypożyczenia.
15 marca 2022 Carioca został wypożyczony na 3 miesiące do Jagiellonii Białystok trenowanej przez Piotra Nowaka. 19 marca 2022 zadebiutował w Ekstraklasie w przegranym 0:3 meczu z Lechem Poznań. W rundzie wiosennej sezonu 2021/22 rozegrał 8 spotkań i strzelił 2 gole. W lipcu 2022 roku został wypożyczony na 12 miesięcy do Zalaegerszegi TE FC. 13 sierpnia zaliczył pierwszy występ w Nemzeti Bajnokság I w meczu przeciwko Újpest FC (1:1); łącznie zanotował 4 ligowe spotkania. W przerwie zimowej sezonu 2022/23 jego umowa została rozwiązana za porozumieniem stron. W styczniu 2023 roku Carioca został na zasadzie wypożyczenia zawodnikiem Sumqayıt FK. 25 stycznia zadebiutował w Azərbaycan Premyer Liqası w przegranym 1:3 meczu przeciwko Zirə FK.

## Życie prywatne
Po rosyjskiej inwazji na Ukrainę, Carioca, jego żona Mayara Faria i Renan de Oliveira za pomocą mediów społecznościowych zaapelowali do brazylijskich władz o pomoc w powrocie do kraju. Carioca i jego żona otrzymali wsparcie od władz ich rodzinnego miasta Niterói, które pomogły im w zakupie biletów lotniczych i przekroczeniu granicy ukraińsko-rumuńskiej.

## Sukcesy
Szachcior Soligorsk
- mistrzostwo Białorusi: 2020